# 猿島町
猿島町（さしままち）は、茨城県猿島郡にあった町である。
2005年3月22日に岩井市と新設合併し、坂東市になり消滅した。

## 歴史
1956年（昭和31年）に沓掛村と富里村が合併して町政を施行。猿島茶の産地であるところから、新町名は猿島町とした。1957年（昭和32年）に石下町の一部を編入した。2005年（平成17年）、いわゆる「平成の大合併」により、隣接する岩井市との新設合併により坂東市となり、独立した町政はなくなった。

### 沿革
- 1889年（明治22年）4月1日 - 町村制施行により猿島郡沓掛村、生子菅村・逆井山村が成立。
  - 沓掛村 ← 沓掛村，内ノ山村
  - 生子菅村 ← 生子村，菅谷村，生子新田
  - 逆井山村 ← 逆井村，山村
- 1954年（昭和29年）3月20日 - 沓掛村が町制施行し沓掛町となる。
- 1955年（昭和30年）2月1日 - 生子菅村・逆井山村が合併し富里村となる。
- 1956年（昭和31年）4月1日 - 沓掛町・富里村が合併し、富里町（とみさとまち）が発足、即日改称して猿島町となる。
- 1957年（昭和32年）- 猿島町が結城郡石下町大字栗山新田の一部・左平太新田の一部・孫兵衛新田の一部を編入し、大字栗山新田・左平太新田・孫兵衛新田を設置。
- 2005年（平成17年）3月22日 - 岩井市と新設合併し、坂東市となる。同日猿島町廃止。

## 地理
町域は常陸台地を構成する台地のひとつである猿島台地にあり、標高20 m前後の平坦な土地が全体に広がる。北東端は、飯沼を干拓した水田地帯である。
主要産業は農業で、土地の大部分は、稲作が行われる水田や、麦・茶・タバコなどの畑作地として利用された。特産の茶は、冬季の作物を季節風から守り、土壌浸食を防ぐために畑の境界に植えられたことが始まりで、19世紀中ごろの弘化年間に辺田村（現在の坂東市辺田）の庄屋であった中山元成が、地元農民に製茶を奨励したことから茶の栽培が地場産業となり、発展して猿島茶とよばれるようになった。猿島郡南縁を流れる利根川に、芽吹大橋や境大橋が架橋されてからは、東京方面へ出荷するための近郊農業が行われるようになり、ビニールハウス栽培によるキュウリ・トマトなどの野菜の供給地となった。
南東部に位置する沓掛を中心とした乏水台地には、工場用地・住宅地・商店街が集まる。

### 隣接していた自治体
- 岩井市
- 結城郡
  - 石下町・八千代町
- 猿島郡
  - 三和町・境町

### 名所・旧跡
- 逆井城跡公園
- 萬蔵院
- 沓掛香取神社
- 八坂神社
生子にある神社で、旧暦の6月15日と21〜22日に行われる祭りに神輿を供して歩くはやしである「猿島ばやし」は、1961年（昭和36年）に茨城県の無形民俗文化財に指定されている[1]。